# Royal Society for the Prevention of Cruelty to Animals
Die Royal Society for the Prevention of Cruelty to Animals, abgekürzt RSPCA bzw. 1824–1840 SPCA (dt. königliche Gesellschaft zur Verhütung von Grausamkeiten an Tieren) ist eine Tierschutzorganisation in England und Wales. Die RSPCA ist die älteste und größte Tierschutzorganisation der Welt und gehört zu den größten Spendenorganisationen in Großbritannien. Schirmherrin der Organisation war Königin Elisabeth II.
Die RSPCA wird vollständig durch Spenden finanziert und erhält pro Jahr etwa 110 Millionen Pfund.

## Geschichte
Die RSPCA wurde 1824 als Society for the Prevention of Cruelty to Animals (SPCA) durch eine Gruppe von 22 Reformern unter dem Namen SPCA gegründet, deren führende Köpfe die Parlamentsmitglieder Richard Martin und William Wilberforce, sowie der Pastor Arthur Broome waren. Damaliges Ziel der Gruppe war die Unterstützung des Richard Martin’s Act. Dieses Gesetz wurde am 22. Juli 1822 im britischen Parlament verabschiedet und verbot die Misshandlung von Nutztieren.
1840 wurde Königin Victoria Schirmherrin der Organisation, was der Organisation ermöglichte, das Präfix Royal an ihren Titel vorzustellen. In den Folgejahren wuchs die weibliche Mitgliederanzahl der Organisation stetig. 1850 lag sie bei 50 Prozent aller Mitglieder, 1900 bei 69 Prozent.
Seit der Gründung der RSPCA in England entstanden weitere Ableger der Organisation in den USA (die American Society for the Prevention of Cruelty to Animals), in Australien (die Royal Society for the Prevention of Cruelty to Animals Australia) und in Neuseeland (die Royal New Zealand Society for the Prevention of Cruelty to Animals).

## Organisation
Die RSPCA ist eine registrierte Spendenorganisation, die keine finanzielle Unterstützung durch den Staat erhält. Die jährlichen Ausgaben betrugen im Jahr 2006 95,5 Millionen Pfund.
Die RSPCA hat sich zum Ziel erklärt, die Misshandlung von Tieren zu verhindern, sowie das Leiden von Tieren zu vermindern.

## Arbeitsweise
Die RSCPA betreibt einige Websites, über die heimatlose Tiere an neue Besitzer vermittelt werden. In einigen Fällen kommt es zur Einschläferung von nicht vermittelbaren oder sehr kranken Tieren. Des Weiteren betreibt die Organisation Tierkliniken und Tiersammelstationen.
Um Fälle von Tiermisshandlung aufzudecken, beschäftigt die RSCPA Inspektoren, die mit der örtlichen Polizei zusammenarbeiten und ein spezielles Training absolviert haben.

## Kritik
Anfang 2009 wurde die RSPCA von der Scottish Society for the Prevention of Cruelty to Animals (SSPCA) kritisiert, da sie Spenden in Schottland entgegennähme, die eigentlich der SSPCA zustünden.